# Kvæstor (Europa-Parlamentet)
I Europa-Parlamentet er kvæstorerne ansvarlige for at håndtere administrative og finanisielle anliggender der berører medlemmer af Europa-Parlamentet (MEP'er), samt andre opgaver der tillægges dem af Parlamentets forretningsorden eller Parlamentets præsidie. De har ligeledes en rådgivende funktion i præsidiet. Fem kvæstorer vælges blandt MEP'erne med en embedsperiode på 2½ år, hvilket svarer til en halv parlamentarisk valgperiode.

## Valg
Kvæstorerne vælges efter formanden og næstformændene. Forretningsordenens artikel 18 bestemmer, at kvæstorer vælges på samme måde som næstformændene, hvilket betyder at en eller flere afstemninger afholdes indtil alle fem pladser er besat, enten ved absolut flertal (de første to afstemninger) eller ved almindeligt flertal (tredje afstemning). Overstiger antallet af kandidater ikke fem, kan kvæstorerne vælges gennem akklamation medmindre et antal medlemmer eller en eller flere politiske grupper der samlet set udgør en femtedel af parlamentets medlemmer, kræver en hemmelig afstemning.

## Liste over kvæstorer

### 9. valgperiode (2019–2024)
| Navn                                 | Land                                 | Nationalt parti                      | Parlamentarisk gruppe                | Parlamentarisk gruppe                |
| Kvæstorer valgt i perioden 2019–2022 | Kvæstorer valgt i perioden 2019–2022 | Kvæstorer valgt i perioden 2019–2022 | Kvæstorer valgt i perioden 2019–2022 | Kvæstorer valgt i perioden 2019–2022 |
| ------------------------------------ | ------------------------------------ | ------------------------------------ | ------------------------------------ | ------------------------------------ |
| Anne Sander                          | Frankrig                             | Republikanerne                       |                                      | EPP                                  |
| David Casa                           | Malta                                | Partit Nazzjonalista                 |                                      | EPP                                  |
| Monika Beňová                        | Slovakiet                            | Smer – Sociálna demokracia           |                                      | S&D                                  |
| Gilles Boyer                         | Frankrig                             | —                                    |                                      | RE                                   |
| Karol Karski                         | Polen                                | Lov og Retfærdighed                  |                                      | ECR                                  |

### 8. valgperiode (2014–2019)
| Navn                                 | Land                                 | Nationalt parti                              | Parlamentarisk gruppe                | Parlamentarisk gruppe                |
| Kvæstorer valgt i perioden 2017–2019 | Kvæstorer valgt i perioden 2017–2019 | Kvæstorer valgt i perioden 2017–2019         | Kvæstorer valgt i perioden 2017–2019 | Kvæstorer valgt i perioden 2017–2019 |
| ------------------------------------ | ------------------------------------ | -------------------------------------------- | ------------------------------------ | ------------------------------------ |
| Élisabeth Morin                      | Frankrig                             | Union pour un Mouvement Populaire            |                                      | EPP                                  |
| Andrey Kovatchev                     | Bulgarien                            | Graždani za Ewropejsko Razwitie na Bălgarija |                                      | EPP                                  |
| Catherine Bearder                    | Storbritannien                       | Liberal Democrats                            |                                      | ALDE                                 |
| Vladimír Maňka                       | Slovakiet                            | Smer – Sociálna demokracia                   |                                      | S&D                                  |
| Karol Karski                         | Polen                                | Lov og Retfærdighed                          |                                      | ECR                                  |
| Kvæstorer valgt i perioden 2014–2017 |                                      |                                              |                                      |                                      |
| Élisabeth Morin                      | Frankrig                             | Union pour un Mouvement Populaire            |                                      | EPP                                  |
| Bogusław Liberadzki                  | Polen                                | Demokratiske venstreforbund                  |                                      | S&D                                  |
| Catherine Bearder                    | Storbritannien                       | Liberal Democrats                            |                                      | ALDE                                 |
| Andrey Kovatchev                     | Bulgarien                            | Graždani za Ewropejsko Razwitie na Bălgarija |                                      | EPP                                  |
| Karol Karski                         | Polen                                | Lov og Retfærdighed                          |                                      | ECR                                  |